# ミゲル・アンヘル・ルビオ・レスタン
ミゲル・アンヘル・ルビオ・レスタン（Miguel Ángel Rubio Lestán、1998年3月11日 - ）は、スペイン・マドリード州レガネス出身のサッカー選手。グラナダCF所属。ポジションはDF。

## クラブ経歴
マドリード州のレガネスに生まれ、同州にあるヘタフェCFのカンテラで育成された。2018年5月6日、ラ・リーガのUDラス・パルマス戦にて、後半からの途中出場でトップチームデビューを果たした。
2019年6月14日、ミゲル・アンヘルはゲタフェと新たに4年契約を結びました。 7月25日、彼はシーズン全体の契約で新しく昇格したセグンダ・ディビシオンのクラブCFフエンラブラダにローン移籍しました。
2020年1月31日、ミゲル・アンヘルはFuenlaでわずか1試合のコパ・デル・レイ後、ローン契約が解除されました。 2月14日、レアル・バリャドリードのBチームにシーズン終了までのローン移籍で加入しました。 8月18日、彼のローン契約はさらに1年延長されました。
2021年8月20日、ミゲル・アンヘルはセグンダ・ディビシオンのシーズン全体のローン契約でブルゴスCFに移籍しました。 翌年の7月26日、彼は同じリーグのグラナダCFとの永久移籍の3年契約にサインしました。
2022年7月26日、セグンダ・ディビシオンに所属していたグラナダCFへ移籍し、3年契約を結んだ。

## タイトル

### クラブ
グラナダCF
- セグンダ・ディビシオン : 1回 (2022-23)